# Voces (película de 2020)
Voces es una película española de terror sobrenatural de 2020 dirigida por Ángel Gómez Hernández, siendo este su primer largometraje. El guion fue escrito por Santiago Díaz basándose en una idea original de Ángel Gómez y Víctor Gado. Está protagonizada por Rodolfo Sancho, Ramón Barea y Ana Fernández.

## Argumento
Daniel y Sara son un matrimonio que, junto a su hijo de nueve años Eric, se mudan a una nueva casa con el objetivo de rehabilitarla para posteriormente venderla. Pero lo que ellos no saben es que la casa es popularmente conocida en el pueblo como "la casa de las voces". Eric será el primero en percatarse de los sonidos extraños que se escuchan en ella, pero Daniel y Sara lo achacan a la imaginación del niño, hasta que ellos también comienzan a percatarse de los sucesos sobrenaturales.

## Reparto
- Rodolfo Sancho como Daniel.
- Ramón Barea como Germán.
- Ana Fernández como Ruth.
- Belén Fabra como Sara.
- Lucas Blas como Eric.
- Nerea Barros como Sofía.
- Javier Botet[5]
- Viti Suárez como Lucas.
- Rubén Corvo
- Jorge Oubel
- Peter Van Randen como Sacerdote.

## Producción
En enero de 2019 se anunció que Ángel Gómez Hernández estaba preparando su debut en el terreno de los largometrajes con una película que llevaría por título "Voces" y que el guion estaría escrito por Santiago Díaz basándose en un argumento del propio Ángel Gómez y Víctor Gado. En noviembre de ese mismo año se confirmó el reparto con Miquel Fernández, Ramón Barea, Ana Fernández, Belén Fabra, Macarena Gómez y Lucas Blas. En febrero de 2020 comenzó su rodaje con Rodolfo Sancho sustituyendo a Miquel Fernández.

## Recepción
Voces ha recibido críticas generalmente positivas por parte de la crítica, destacando aspectos como el apartado visual pero criticando otros como su narrativa. Luisa N. Jabato de eCartelera indicó que "No es original, no es innovadora, pero al menos es honesta. 'Voces' busca el sobresalto, el susto fácil, el terror clásico y vacío que antes aterrorizaba a un público más inocente, pero que ahora, con todo lo que ha crecido el género (...) resulta una película pobre y anodina". Por su parte, Fausto Fernández, de Fotogramas, dijo "La manera en la que el hasta ahora prometedor cortometrajista afecto al género controla todos los elementos del film, desde los más cruel y dolorosamente humanos (...) a los más sobrenaturales (...) me hacen saludar a un autor de primera." Por último, Irene Crespo, de Cinemanía, opinó que "En su debut en el largo [metraje], el realizador echa toda la carne terrorífica en pantalla, sin miedo al cliché para llegar a ese gran público fan del género".